# Ranong
Pour la province de Thaïlande, voir Province de Ranong.
Ranong (ระนอง) est une ville de la région Sud de la Thaïlande située dans la province de Ranong. Elle se trouve sur la côte occidentale de la péninsule Malaise, au sud de l'embouchure de la Pak Chan (ou Kraburi), qui constitue à cet endroit la frontière entre la Birmanie et la Thaïlande.

## Histoire
Comme à Phuket, l'architecture de la ville portuaire de Ranong témoigne de l'influence chinoise et portugaise avec des "compartiments chinois" classique ou de de style sino-portugais de la seconde moitié du XIXe siècle et  de la première moitié du XXe siècle. Ces fameux "compartiments chinois" ont deux, trois ou quatre niveaux : boutique sur la rue, entrepôt et séjour à l'arrière ; et appartements dans les étages supérieurs.
La ville de Ranong est connue entre autres pour sa source d'eau chaude du jardin public Raksawarin.

## Galerie

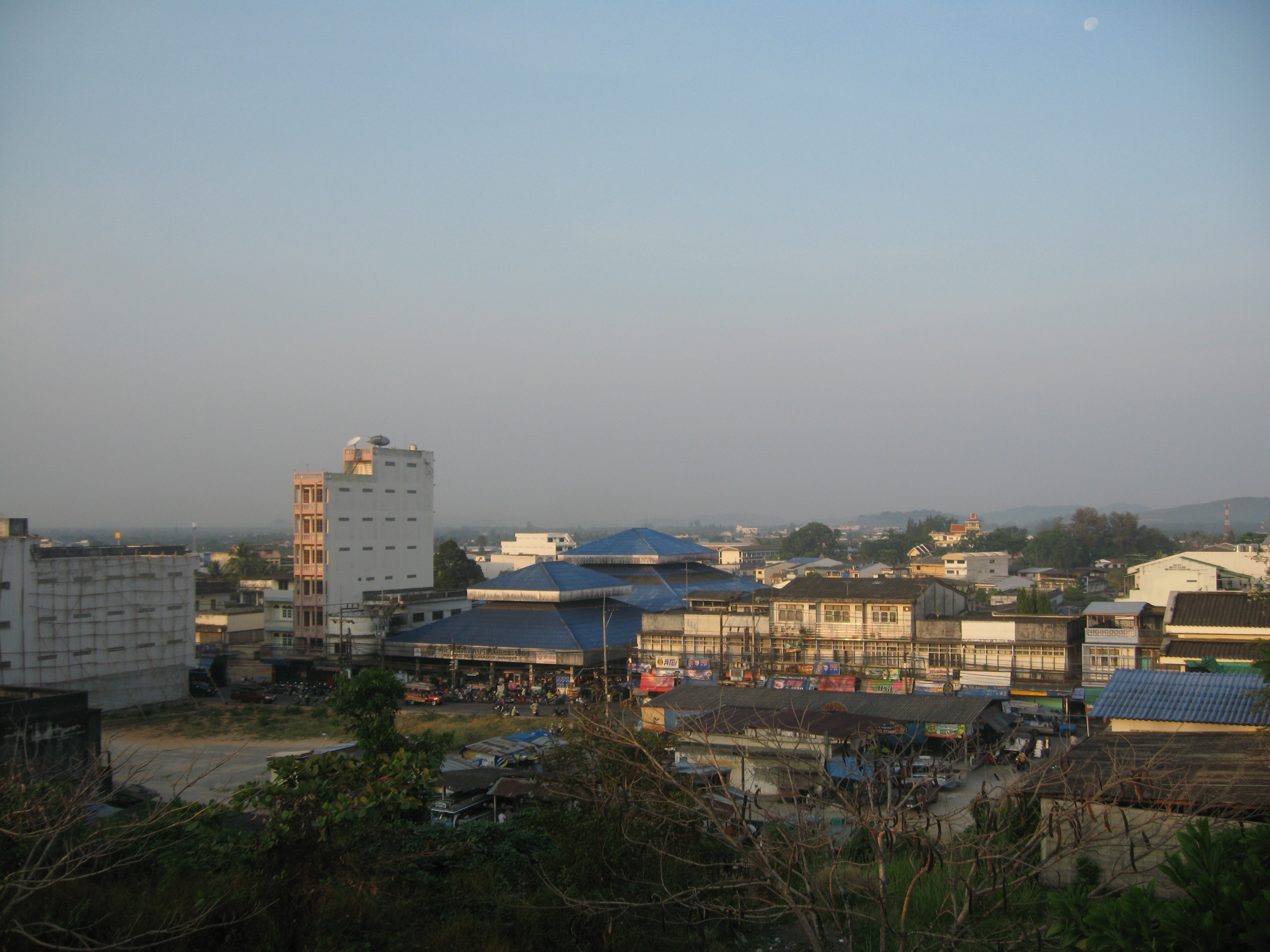
Vieux marché municipal de Ranong en 2010

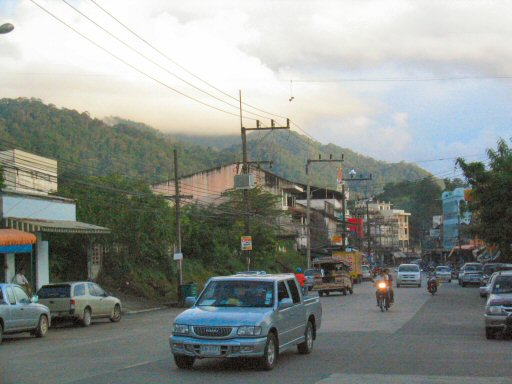
Rue principale de Ranong en 2006

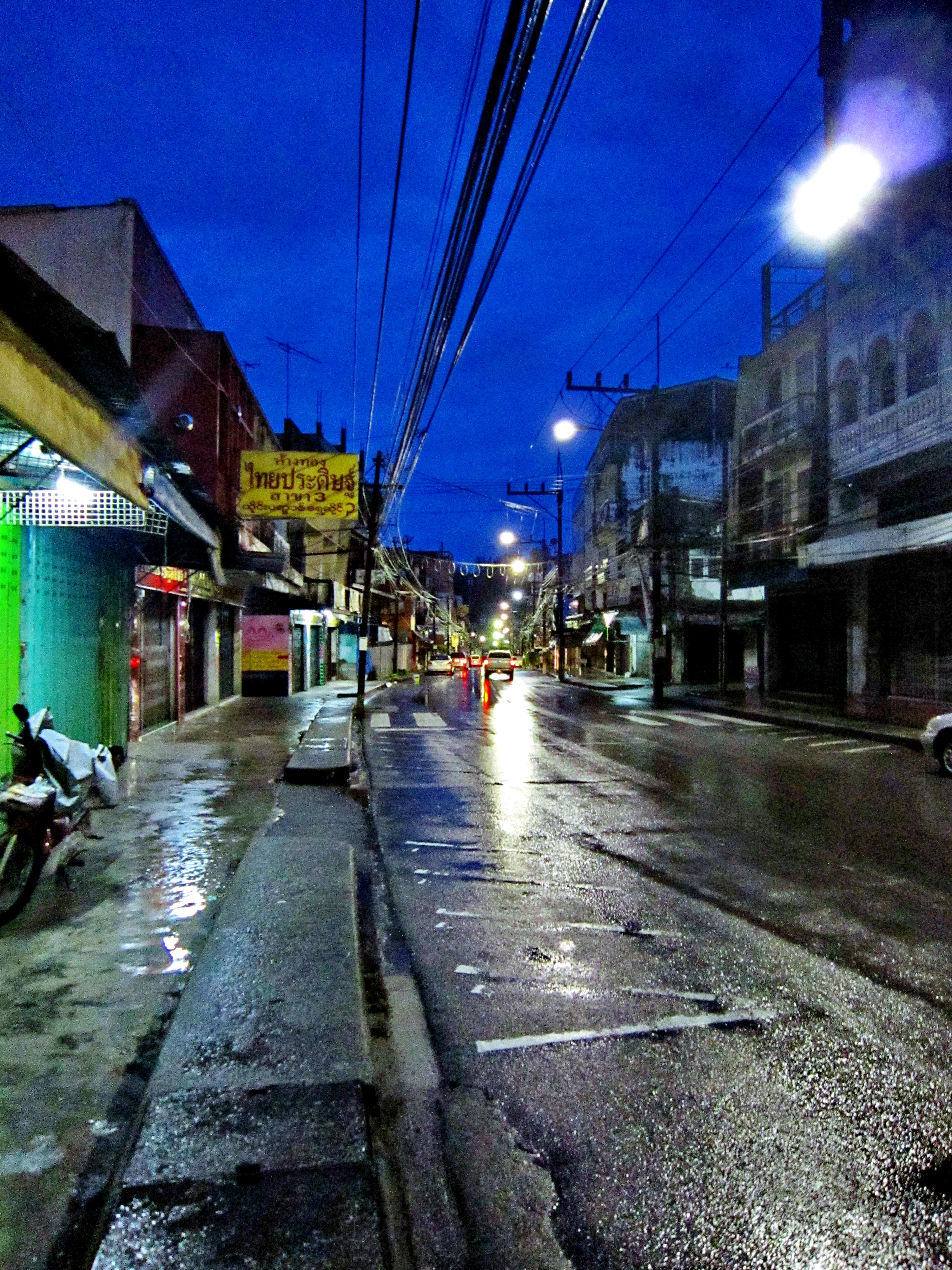
Ranong, la nuit en 2013

Ranong, photographies de  Antônio Luiz Dias de Andrade (Janjão). Centro de Memória - Unicamp, 1994
"Compartiments chinois"  (shophouses)
"Compartiments chinois" classique
"Compartiments chinois" de style sino-portugais
"Compartiment chinois" de style sino-portugais

Source d'eau chaude du jardin public Raksawarin
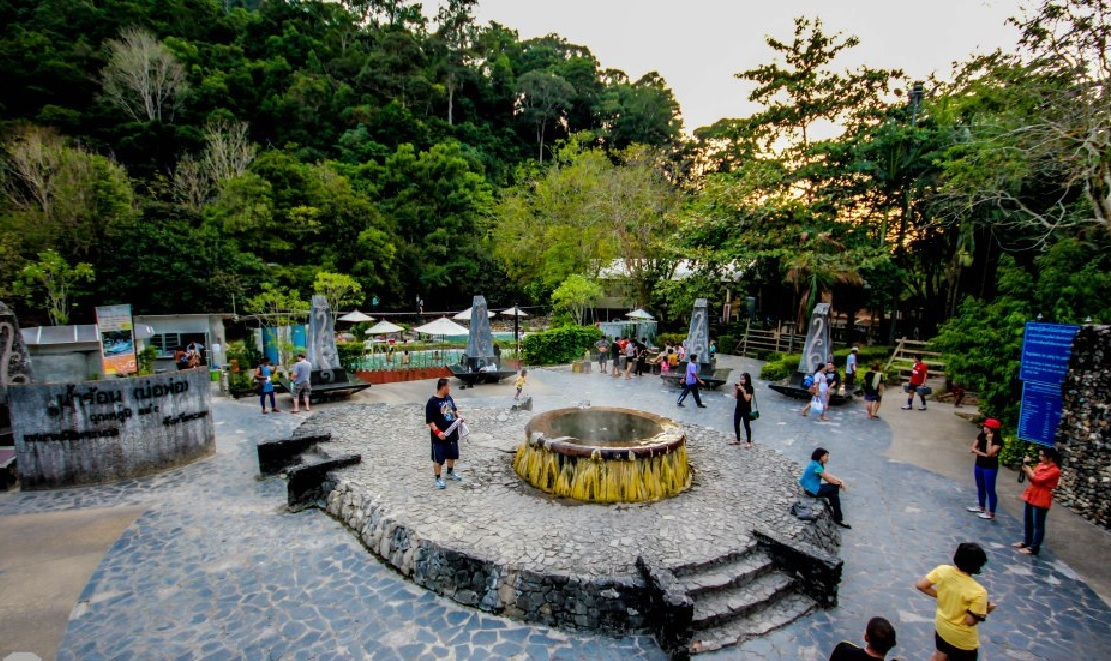
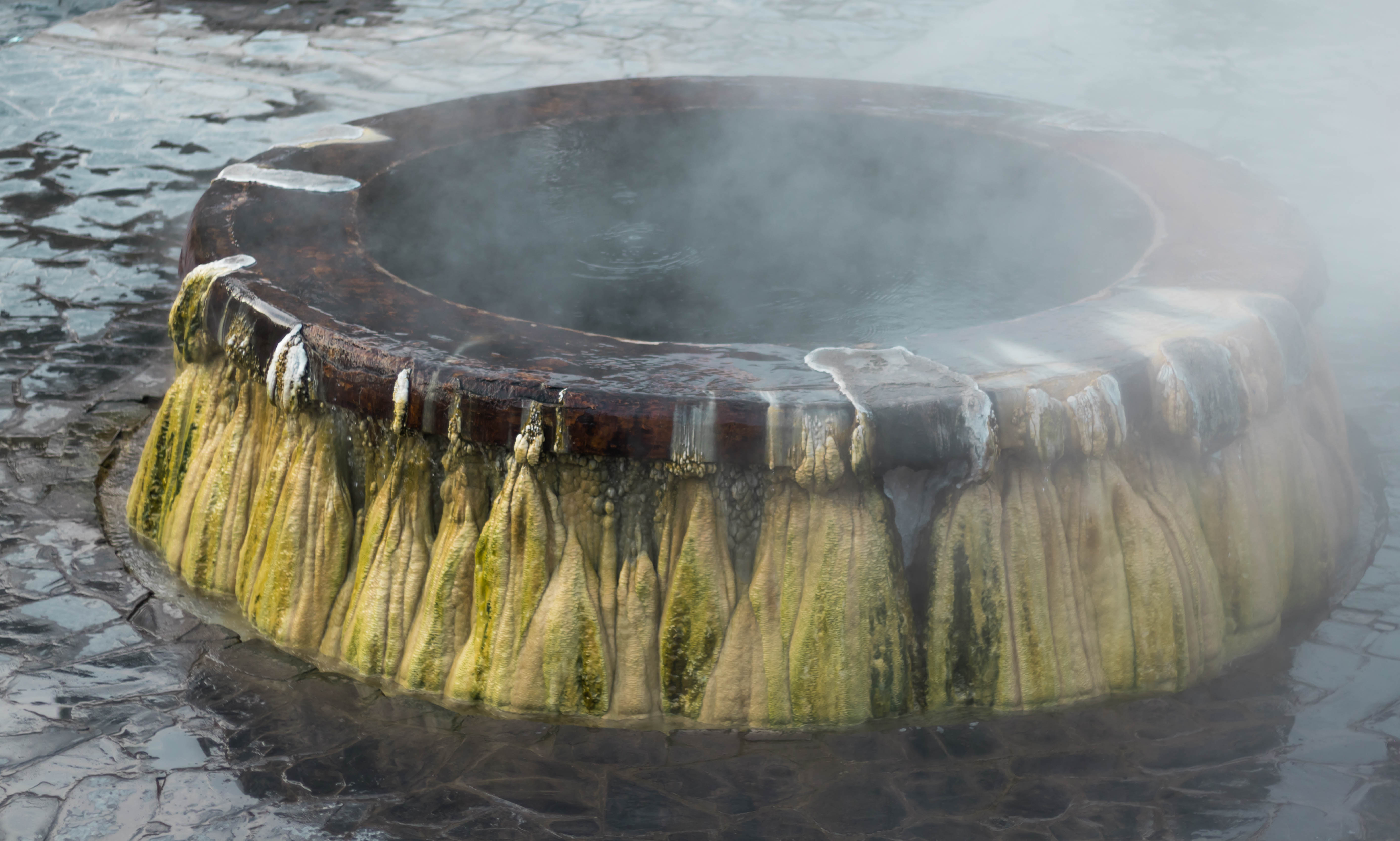
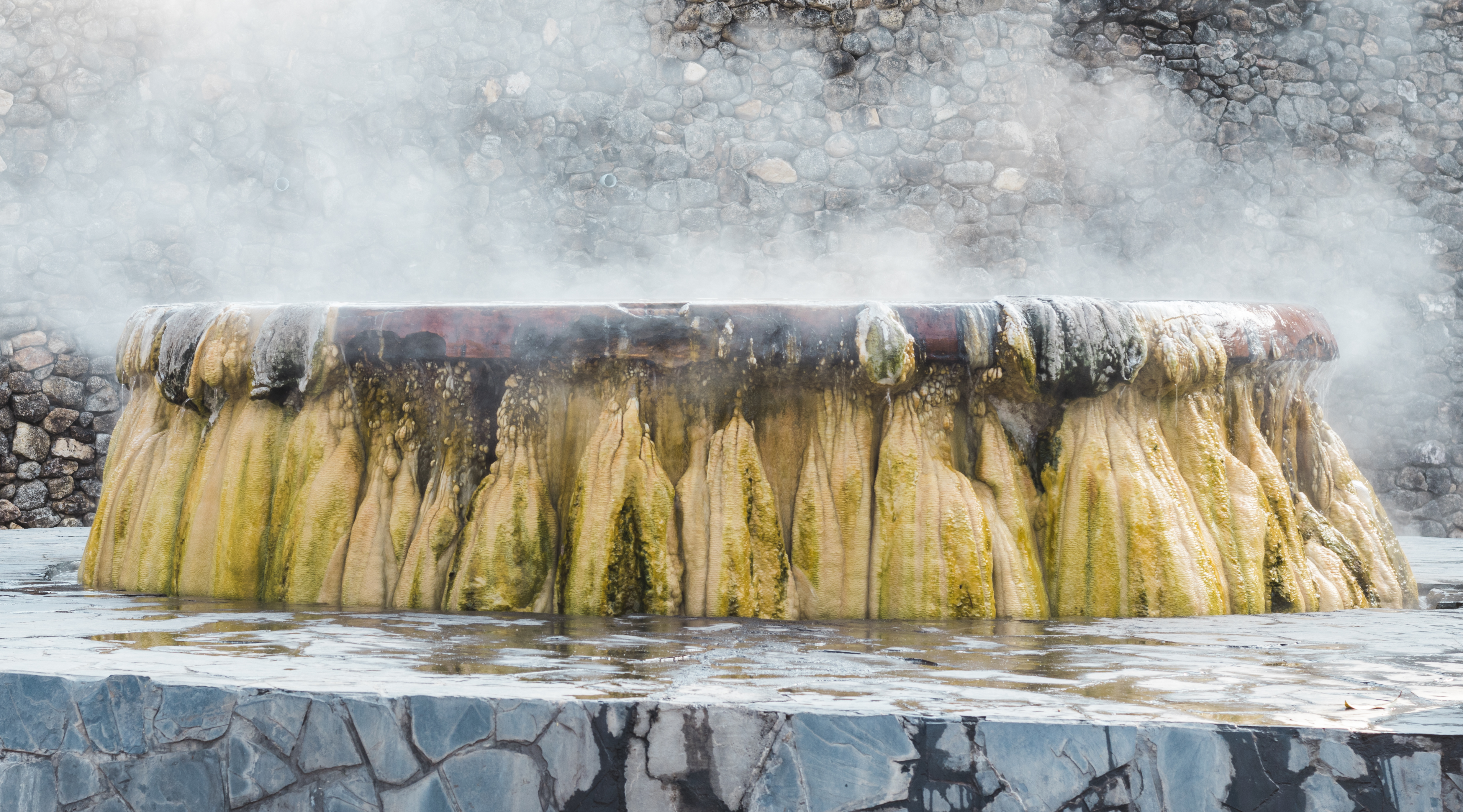
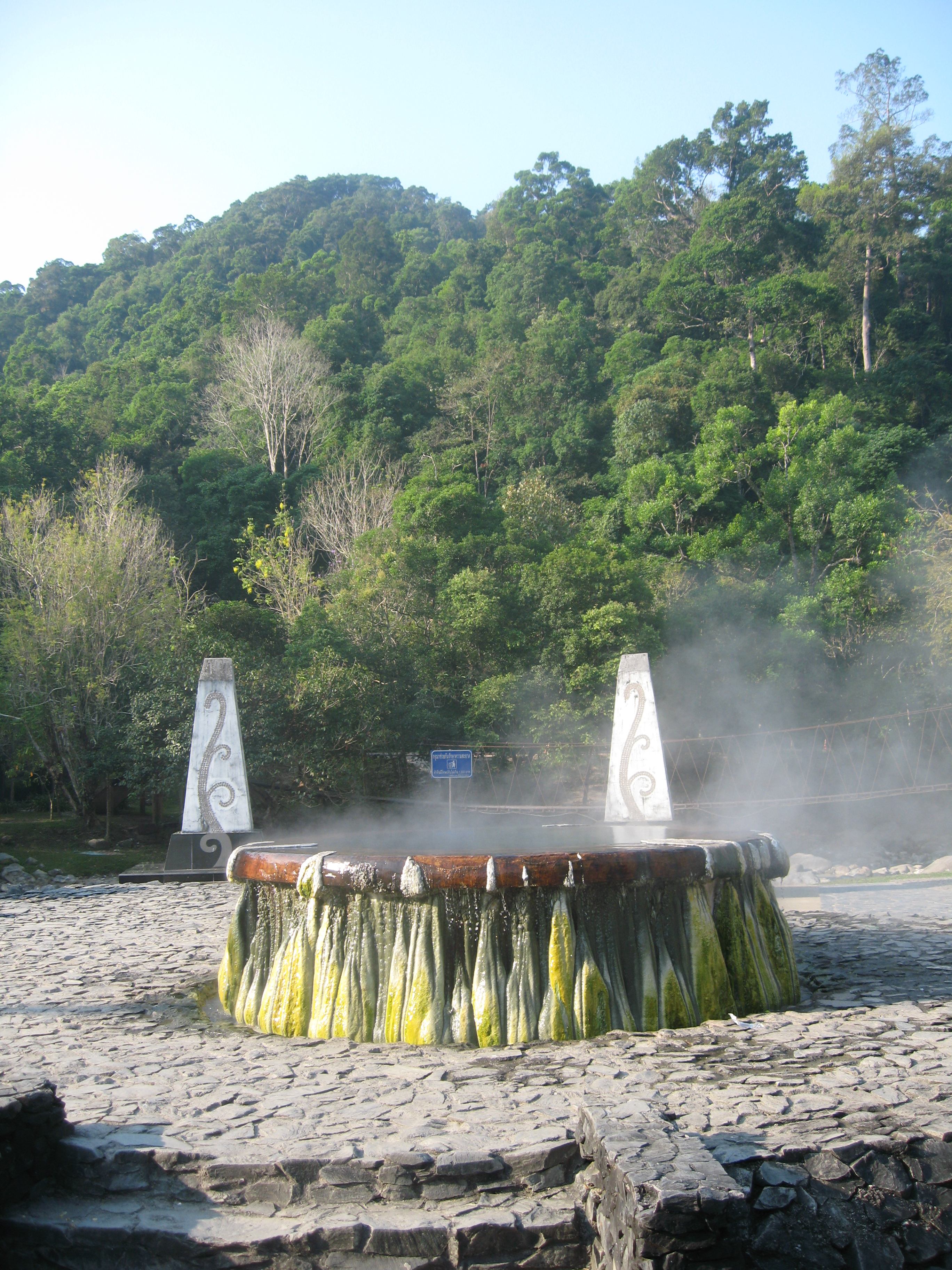